# Маки Бањак
Маки Бањак (Јаунде, 7. јун 1995) камерунски је фудбалер. Игра на позицији штопера.

## Клупска каријера
Бањак је у Камеруну прошао академију познатог фудбалера Самјуела Етоа, да би 2008. године, као 13-годишњак, прешао у млађе категорије Барселоне. За први тим Барселоне није заиграо, већ је наступао за њихов други тим, Барселону Б, која се тада такмичила у Сегунди. Дебитовао је за Барселону Б у септембру 2012, али то му је био и једини наступ у овој сезони. Већу минутажу добија од сезоне 2013/14.
У јануару 2016. раскида уговор са Барселоном, а недуго затим прелази у францски Нант. За први тим Нанта није заиграо, већ је повремено наступао за њихов други тим у четвртом рангу такмичења. Крајем августа 2016. вратио се у Шпанију и потписао за друголигаша Сарагосу. За овај клуб је наступио седам пута у Сегунди током сезоне 2016/17.
У августу 2017. потписао је за аустријског бундеслигаша Адмиру Вакер. За овај клуб је током сезоне 2017/18. забележио тек један наступ, када је на терену провео седам минута на првенственој утакмици са Салцбургом. У јуну 2018. потписао је трогодишњи уговор са Олимпијом из Љубљане. Стандардно је наступао за Олимпију у наредне две сезоне.
Крајем јула 2020. потписао је трогодишњи уговор са београдским Партизаном. Након сезоне у Партизану каријеру је наставио у казахстанском Каирату. У српски фудбал се вратио у априлу 2024. када је потписао уговор са екипом ТСЦ из Бачке Тополе.

## Трофеји
Олимпија Љубљана
- Куп Словеније : 2018/19.